# Gridley (Kalifornia)
Gridley – miasto w Stanach Zjednoczonych, w stanie Kalifornia, w hrabstwie Butte. Według spisu ludności przeprowadzonego przez United States Census Bureau w roku 2010, w Gridley mieszka 6584 mieszkańców.